# U-2329
U-2329 – niemiecki okręt podwodny (U-Boot) przybrzeżnego typu XXIII z okresu II wojny światowej, jedna z sześciu jednostek swojego typu wykorzystanych bojowo. Okręt wszedł do służby w 1944 roku.

## Historia
Położenie stępki nastąpiło 2 czerwca 1944 roku w stoczni Deutsche Werft w Hamburgu; wodowanie 11 sierpnia 1944. Okręt wszedł do służby 1 września 1944 roku.
U-2329 odbył jeden patrol bojowy u wschodnich wybrzeży Wielkiej Brytanii, podczas którego nie zatopił żadnej jednostki przeciwnika.
Poddany 9 maja 1945 roku w Stavanger (Norwegia), przebazowany w czerwcu 1945 do Loch Ryan (Szkocja). Zatopiony 28 listopada 1945 roku ogniem artyleryjskim niszczycieli HMS „Onslow” i ORP „Piorun” podczas operacji Deadlight.